# Bjeloobrazni hvataš
Bjeloobrazni hvataš (lat. Ateles marginatus) vrsta je primata iz porodice hvataša. Endem je Brazila,  živi u kišnim šumama.

## Izgled
Krzno bjeloobraznog hvataša u potpunosti je crno, osim obraza i čela, koji su bijele boje. Tijelo je mršavo, a udovi su dugi i tanki. Ruke su savijene kao kuke, te nemaju palca. Rep je dulji od tijela, te na krajnjem dijelu nema nikakvih dlaka.

## Način života
O njegovu načinu života nije poznato baš previše podataka, ali pretpostavlja se da je sličan kao i kod drugih hvataša. Prema tome, dnevna je i arborealna životinja. Živi u skupinama sastavljenim od dvadesetak jedinki, koje se pri potrazi za hranom dijele u manje podskupine. Prehrana mu se uglavnom sastoji od plodova, ali i drugih biljnih dijelova.

## Vanjske poveznice
- IUCN Crveni popis  Arhivirana inačica izvorne stranice od 25. srpnja 2010. (Wayback Machine)